# Ragyóc
Ragyóc (1887-ig Ordzovány, szlovákul: Ordzovany) község Szlovákiában, az Eperjesi kerület Lőcsei járásában.

## Fekvése
Lőcsétől 20 km-re keletre fekszik.

## Története
1260-ban „Redyolcz” írásmóddal említik először. Neve a szláv rdza (= rozsda) főnévből származik. A szepesi váruradalom része volt, 1260-ban IV. Béla a szepesi prépostságnak adta. 1278-ban „Rogoulch” alakban említik. 1428-ban már két falu áll itt, Alsó- és Felsőragyóc, korabeli írásmóddal „Alsoragyolch” és „Felseuragyolch”. 1445-ben Görgey Ferenc itteni birtokát a szepesi káptalannak adta, mely a 16. században az egész falut megszerezte. 1787-ben 40 házában 301 lakos élt.
A 18. század végén Vályi András így ír róla: „ORDZOVÁN. vagy Ragyócz. Tót falu Szepes Várm. földes Ura a’ Szepesi Káptalanbéli Uraság, lakosai katolikusok, fekszik Mintszentnek szomszédságában, mellynek filiája.”
1828-ban 49 háza és 353 lakosa volt, akik főként mezőgazdasággal foglalkoztak.
Fényes Elek 1851-ben kiadott geográfiai szótárában így ír a faluról: „Ordzován, tót falu, Szepes vmegyében, Mindszent fil., 327 kath., 2 evang. lak. F. u. a szepesi káptalan. Ut. p. Lőcse.”
A trianoni diktátum előtt Szepes vármegye Szepesváraljai járásához tartozott.

## Népessége
| Év:            | 1994. | 2004.    | 2014.   | 2024.   |
| -------------- | ----- | -------- | ------- | ------- |
| Emberek száma: | 151   | 170      | 165     | 162     |
| Eltérés:       |       | +12,58 % | -2,94 % | -1,81 % |

| Év:            | 2023. | 2024.   |
| -------------- | ----- | ------- |
| Emberek száma: | 165   | 162     |
| Eltérés:       |       | -1,81 % |

1910-ben 293, túlnyomórészt szlovák lakosa volt.
2001-ben 172 lakosából 163 szlovák volt.
2011-ben 166 lakosából 159 szlovák.

## Nevezetességei
- Remete Szent Antal tiszteletére szentelt római katolikus temploma 13. századi, a 17. században megújították.
- A Szent Julián kápolna 18. századi.